# Édifice Jean-Lesage
L'Édifice Jean-Lesage (appelé Édifice Hydro-Québec jusqu'en juin 2017) est un gratte-ciel de bureaux de Montréal, au Québec. Il a été bâti en 1962, mesure 110 mètres de hauteur et compte 27 étages. La tour est l'œuvre de l'architecte Gaston Gagnier.

## Description

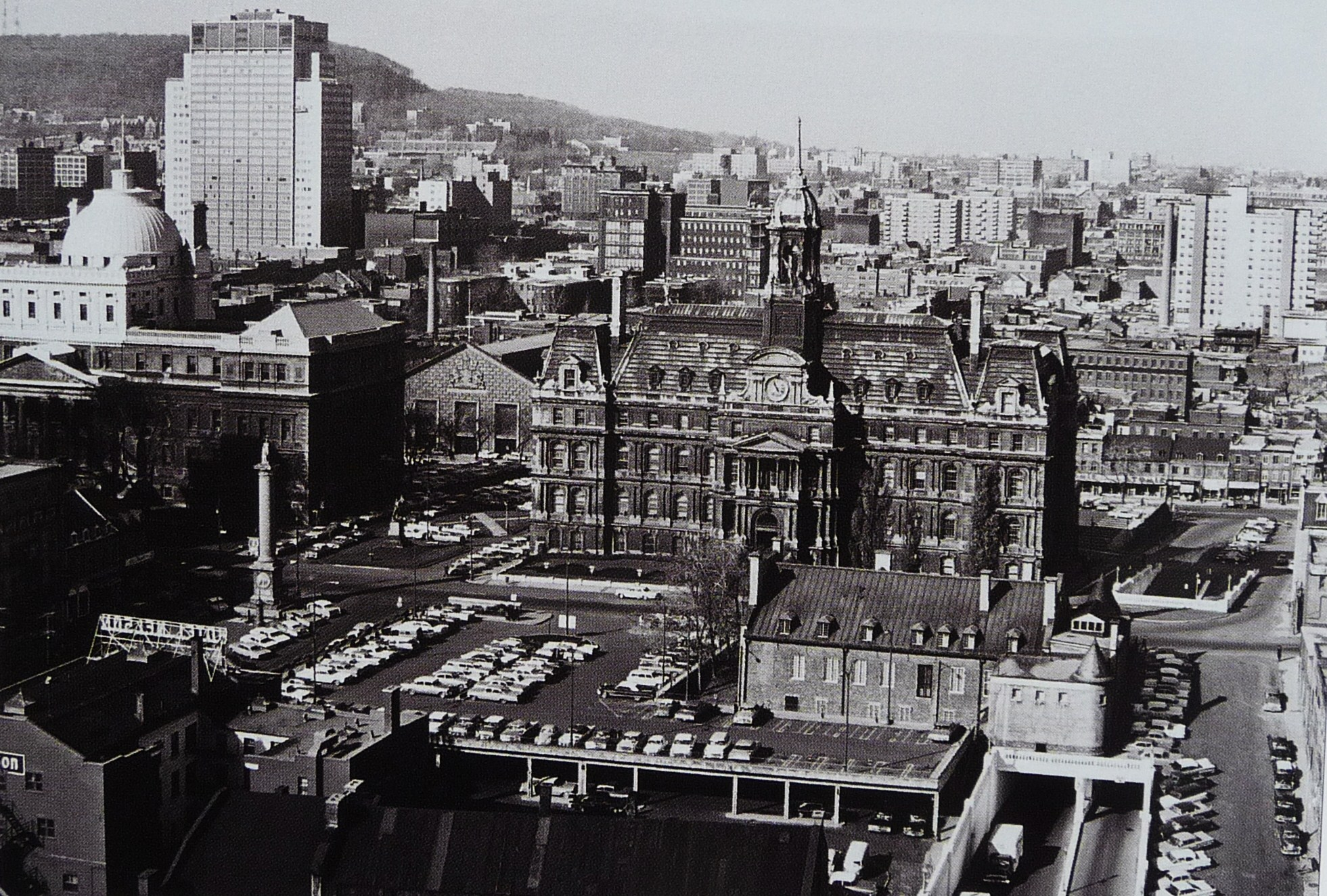
L'édifice en haut à gauche en 1962, depuis le Vieux-Montréal

L'édifice est situé au 75 boulevard René-Lévesque Ouest, à Montréal. Sa construction est contemporaine de la Place Ville Marie et de la Tour CIBC. Le gratte-ciel est alors le 6e bâtiment montréalais par sa hauteur, après l'Édifice de la Banque Royale. Il est dominé par la tour Place du Canada, haute de 113 mètres et de 28 étages.
Le bâtiment est éponyme de l'opérateur électrique public québécois Hydro-Québec, entreprise symbole de l'indépendance énergétique de la province canadienne, dont il est le siège social, situé au 75 boulevard René-Lévesque Ouest. Il a abrité jusqu'en 2002 le bureau montréalais du premier ministre du Québec. Le fleurdelisé flotte à son sommet.
On reconnait, par son ornementation minimaliste et ce qui semble être un mur-rideau, que le bâtiment est de style moderne international. Certains indices architecturaux signalent que la tour s'inscrit dans les balbutiements de ce style nouveau à Montréal, notamment les retraits dans sa structure qui rappellent l'art déco et le fait que le mur-rideau n'en soit pas un en réalité — la façade de la tour conserve malgré ses apparences une fonction structurelle.
Son matériau principal est l'acier.

## L'art dans le bâtiment
L'édifice abrite une importante collection d'œuvres d'art d'artistes québécois. Certaines sont accessibles au public tel que la murale de Mousseau intitulée Lumière et mouvement dans la couleur et le buste de René Lévesque à l'angle du boulevard René-Lévesque et de la rue Saint-Urbain.